# Johann Lupul
Johann von Lupul, auch Iancu Lupul, Ioan Lupul und Janko Lupul (* 9. September 1836 in Wolczynetz (Volcineț), heute Oblast Tscherniwzi; † 1922 in Czernowitz) war ein österreichisch-rumänischer Lyriker und Politiker, langjähriger Reichsratsabgeordneter und Landeshauptmann des Herzogtums Bukowina.

## Politische Tätigkeit
Der studierte Jurist und Verwaltungsbeamte engagierte sich früh in der Politik; er wurde 1864 Gemeinde- und Stadtrat in Czernowitz (bis 1888). Zwei Jahre später erlangte er ein Mandat für die Fraktion des Großgrundbesitzes im Bukowiner Landtag und wurde Beisitzer im Landesausschuss. Im März 1868 unterschrieb Johann von Lupul als Stadtrat von Czernowitz und Landtagsabgeordneter die von Freiherr Alexander Wassilko von Serecki ausgearbeitete und am 19. Juni des Jahres im Abgeordnetenhaus vorgebrachte Petition der griechisch-orthodoxen Glaubensgenossen der Bukowina um Ausführung der Autonomie ihrer Kirche.
Von 1885 bis 1894 vertrat er die rumänischen Interessen als Reichsratsabgeordneter und war von 1898 bis 1900 zweiter Vizepräsident dieses Hauses.
Nachdem durch die Affäre um den Landespräsidenten Anton Graf Pace von Friedensberg dieser im Mai 1892 von seinem Amt zurücktreten musste, aber auch der auf der Gegenseite stark involvierte Landeshauptmann Freiherr Alexander Wassilko von Serecki nicht mehr bereit war, sein Amt weiter auszuüben, erhielt Lupul gegenüber Anton Kochanowski von Stawczan die Stimmenmehrheit bei der Nominierung des neuen Landeshauptmanns. Mit der Allerhöchsten Entschließung vom 27. August 1892 übernahm er zum 1. September des Jahres die Leitung des Landtags. Er sollte erst 1904 vom Georg Wassilko von Serecki, dem Sohn des ehemaligen Landeshauptmanns, abgelöst werden.

## Schriftstellerische Tätigkeit
Johann wie auch sein früh verstorbener Bruder Theodor (1838–1858) waren Rumänen, schrieben und dichteten jedoch in Deutsch. Während der berühmte rumänische Lyriker Mihai Eminescu eine ähnliche Entwicklung wie Joseph Georg Fedkowicz, später Fedkowytsch, vollzog, letzterer verfasste seine von der deutschen Romantik beeinflussten Werke in deutscher Sprache, ehe er dann zum Volksdichter seiner ruthenischen Landsleute wurde, schrieben die Lupul-Brüder ausschließlich in Deutsch. Das verwundert umso mehr, da Johann politisch eine stramme rumänisch-nationale Linie verfolgte.
Obwohl Lupul jahrelang Beiträge zum „Sonntagsblatt der Bukowina“ lieferte und auch mit dem Buch „Streiflichter Czernowitz 1902“ Prosa verfasste, war er in erster Linie Lyriker. Er gilt stilistisch in der Nachfolge Heinrich Heines und Nikolaus Lenaus und schrieb insgesamt neunundvierzig Gedichte, die alle zwischen 1855 und 1874 erschienen. Sie wurden überwiegend in Wilhelm Cappilleris (1834–1905) „Buchenblätter“ in Czernowitz veröffentlicht.
Der Politiker und Literat wird in einigen Publikationen „von Lupul“ betitelt, allerdings ist eine Nobilitierung des Johann nicht nachweisbar.